# Стаут
Ста́ут (англ. stout) — сорт міцного темного пива, що виготовляється з використанням смаженого солоду або ячменю, хмелю, води та дріжджів.
Більшість виробників вживають назву стаут для міцного портеру (англ. Stout Porter). Раніше стаутом називали просто найміцніше пиво (зазвичай із вмістом алкоголю 7–8%), що вироблялося тією чи іншою англійською броварнею, подекуди ця традиція збереглася. Деякі компанії використовують слово stout не як сорт пива, а як вказівку на те що це пиво міцне. Наприклад: Stout lager (укр. міцний лагер).

## Історія
Цей вид пива виник на Британських островах та довгий час вироблявся виключно у Великій Британії та Ірландії. Перше документально підтверджене застосування терміна стаут датується 1677 роком.
Згодом виробництво стаутів розпочалося у колоніях або колишніх колоніях Британської імперії, куди раніше таке пиво завозилося. Нарешті з розвитком процесів глобалізації та посиленням конкуренції на локальних ринках пива географія виробництва стаутів розширилася та наразі охоплює усі ринки, на яких існує достатній попит на пиво цього виду.

## Різновиди стаутів

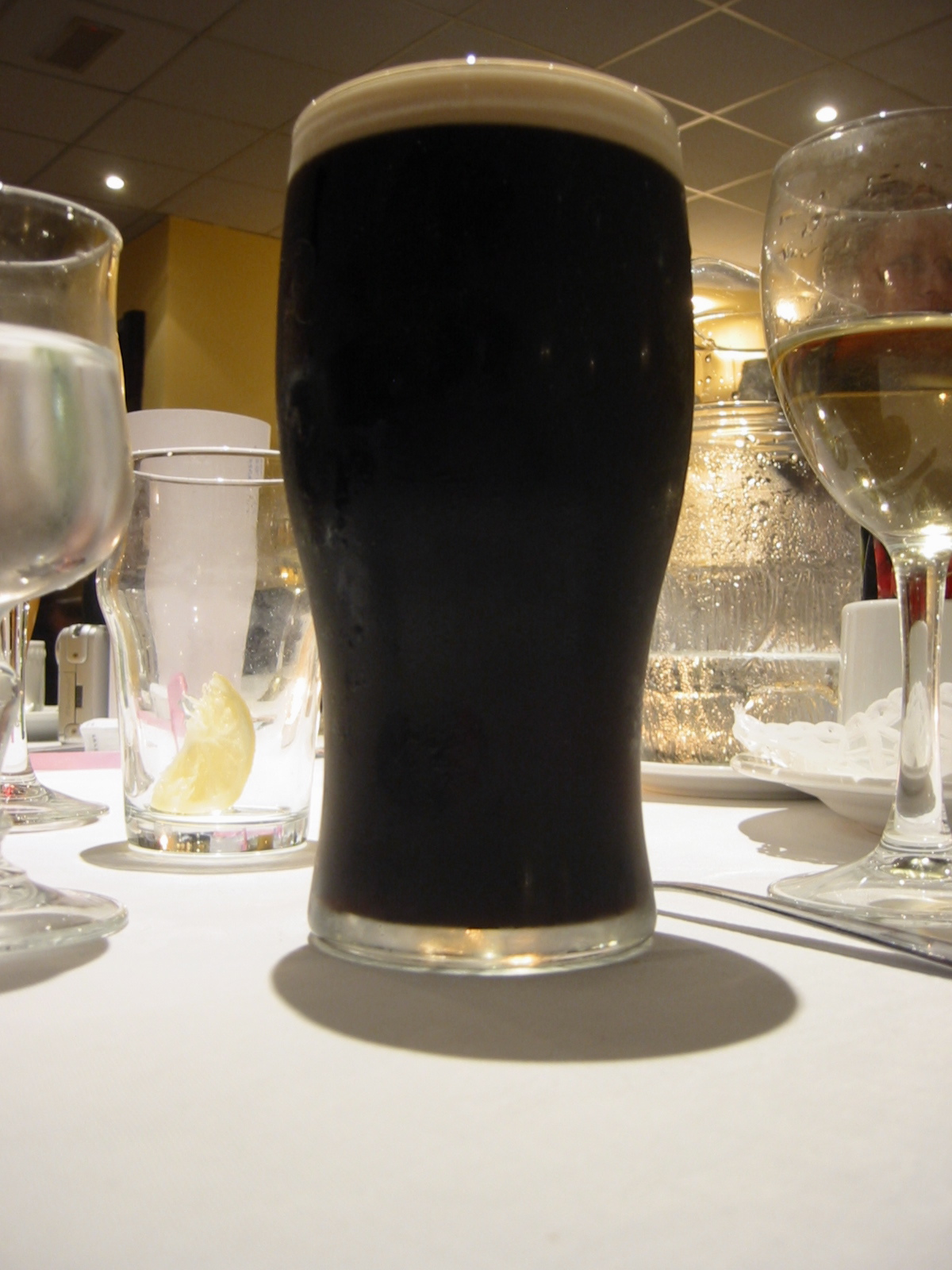
Ірландський сухий стаут Murphy's.

Існує декілька класифікацій різновидів стаутів, зокрема популярна Програма сертифікації судей конкурсів пива (англ. Beer Judges Certification Program) виокремлює 6 таких різновидів.

### Сухий стаут (Dry Stout)
Сухі стаути, що також відомі як Ірландські стаути за країною походження найвідоміших представників різновиду, характеризуються сухим гіркуватим смаком, що досягається використанням смаженого несолодованого ячміню. Цей різновид стауту має порівняно низький вміст алкоголю (на рівні 4-5 %), а також досить відчутну хмільову гіркоту.
Найвідоміші представники різновиду: Guinness Draught Stout, Murphy's Stout, Beamish Stout.

### Солодкий або Молочний стаут (Sweet (Milk) Stout)
Солодкі стаути — стаути з вмістом лактози, молочного цукру, який не зброджується пивними дріжджами і надає напою характерного солодкуватого смаку. Різновид виник в Англії, де протягом довгого часу був відомий під назвами Молочного (англ. Milk) або Вершкового (англ. Cream) стаута. Наразі з другої половини XX ст. у Британії заборонене використання цих історичних назв через потенційну загрозу введення споживачів в оману стостовно інгредієнтів продукту та його поживних властивостей. Натомість ці назви продовжують використовуватися виробниками за межами Британських островів. Цей різновид стаутів також характеризується порівняно низьким вмістом алкоголю (на рівні 4-6 %). У більшості таких стаутів хмільова гіркота у смаку майже не відчутна.
Найвідоміші представники різновиду: Mackeson's XXX Stout, St. Peter's Cream Stout, Samuel Smith's Organic Chocolate Stout, Marston's Oyster Stout, Samuel Adams Cream Stout.

### Вівсяний стаут (Oatmeal Stout)
Вівсяний стаут — стаут з додаванням зерен вівса, частка якого у початковому суслі зазвичай становила до 30%. Історичний сезонний різновид стауту, виробництво якого було традиційним в Англії у період Середньовіччя. Згодом популярність цього різновиду пива стрімко зменшувалася і на момент видання у 1977 році «Світового путівника по пиву» цей стаут згадувався як зниклий. Виробництво вівсяного стауту почало відроджуватися вже наприкінці 1970-х і наразі декілька десятків сучасних британських броварень мають цей напій у власному асортименті.
Сучасні вівсяні стаути мають значно менші частки вівса, ніж їх історичні попередники,— зазвичай 5–10 %. Овес додає напою м'якості та своєрідного присмаку, солодкість та гіркота у смаку здебільшого добре збалансовані.
Найвідоміші представники різновиду: Samuel Smith's Oatmeal Stout, Young's Oatmeal Stout, McAuslan Oatmeal Stout.

### Закордонний стаут (Foreign Stout)
Закордонний стаут — стаут підвищеної густини, який також відзначається підвищеною міцністю. Закордонні стаути почали вироблятися для потреб заморських колоній Британії, здебільшого тропічних, з чим пов'язана альтернативна назва цього різновиду напою — Тропічні стаути. Призначення цього стауту, який подорожував суднами до країн Карибського регіону або Південної Азії, вимагало від нього подовженого терміну придатності та здатності не псуватися за високих температур, що й досягалося більшими за традиційні рівнями густини та вмісту алкоголю (до 8 %).
Цей різновид стауту, що був започаткований та вироблявся у Британії, у XX ст. почав досить активно випускатися броварнями країн, до яких він традиційно завозився. Наразі розрізнять два типи закордонних стаутів — Експортний, що продовжує вироблятися на Британських островах та Тропічний, який варять броварні Карибського регіону та Південної Азії. Зазвичай тропічні стаути відрізняються більшим вмістом алкоголю та більш солодким смаком, у той час як гіркуваті експортні нагадують міцніші аналоги Сухих стаутів.
Найвідоміші представники різновиду: Lion Stout (Шрі-Ланка), Dragon Stout (Ямайка), Royal Extra Stout (Тринідад і Тобаго), Guinness Foreign Extra Stout (Ірландія).

### Американський стаут (American Stout)
Американські стаути — стаути, розроблені північноамериканськими броварнями, що у своїй діяльності спираються на британські пивні традиції. Зазвичай характеризуються більш насиченим смаком смаженого солоду та відчутнішою хмільовою гіркотою.
Найвідоміші представники різновиду: Rogue Shakespeare Stout, Deschutes Obsidian Stout, Sierra Nevada Stout

### Імперський стаут (Imperial stout)

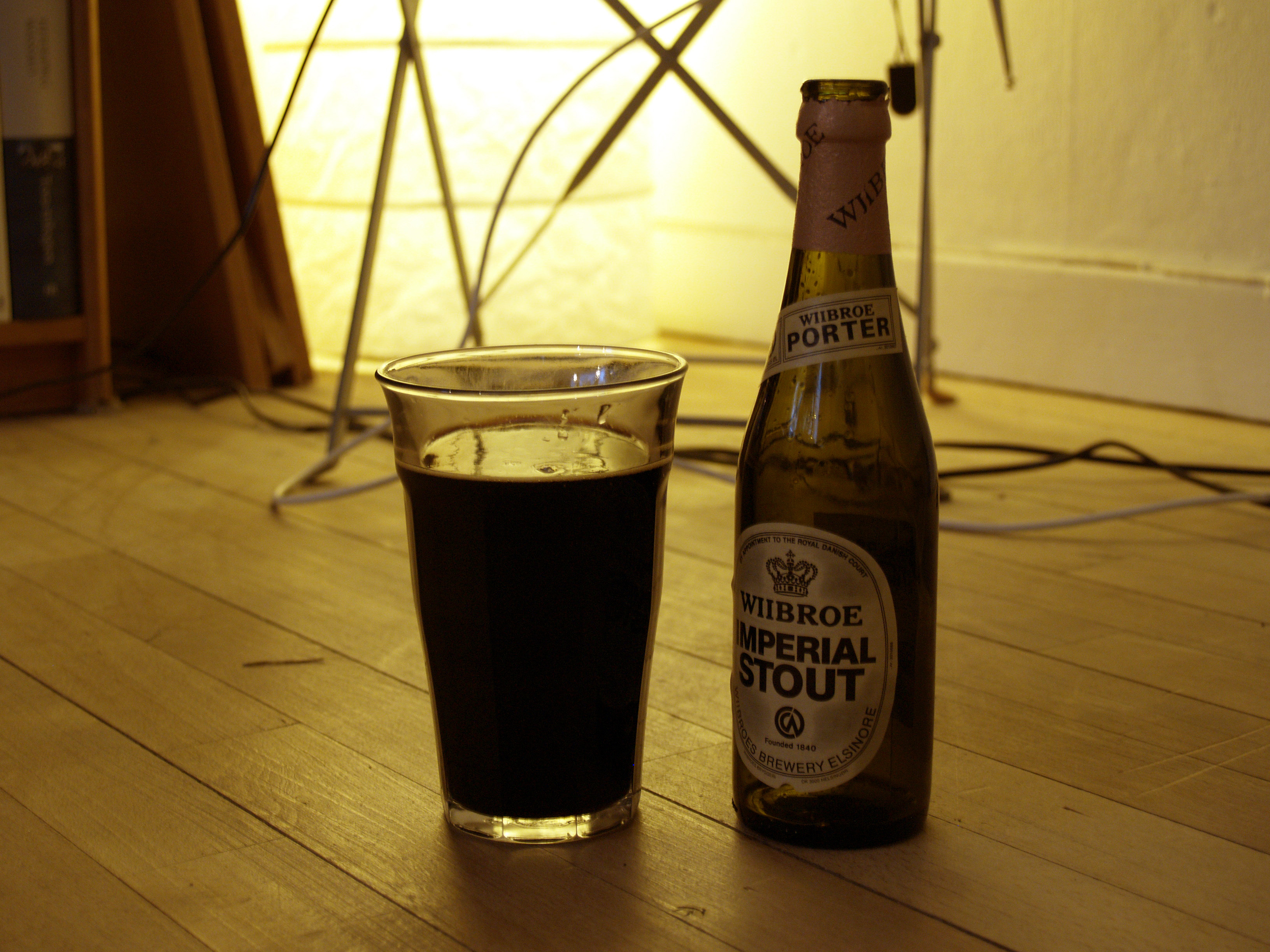
Імперський стаут виробництва данської броварні Wiibroe.

Імперський стаут, або Російський Імперський стаут, — різновид стаута, що завдячує своєю назвою напою, який виготовлявся у XVIII ст. лондонською броварнею Thrale's на замовлення імператорського дому Романових за часів царювання імператриці Катерини II. Транспортування цього напою через Північну Європу до Санкт-Петербурга створювало ризик його заморожування, для попередження чого пиво варилося з надзвичайно високим вмістом алкоголю. Наразі високий вміст алкоголю (до 9-10 %) лишається характерною особливістю цього різновиду стаутів.
Хоча смакові особливості Імперських стаутів різних виробників суттєво різняться, цей різновид пива зазвичай характеризується дуже насиченим та комплексним смаком. При цьому британські броварні здебільшого роблять наголос на використанні різноманітних спеціальних солодів, а інші традиційні виробники цього напою — північноамериканські мікроброварні досягають насиченості смаку за рахунок комбінування солодів та порівняно високої частки хмелю.
Найвідоміші представники різновиду: Samuel Smith's Imperial Stout, Rogue Imperial Stout, Thirsty Dog Siberian Night, Deschutes The Abyss. У XXI столітті стаут повертається до нового покоління споживачів завдяки новим продуктам від крафтових та регіональних пивоварів, що стрімко розвиваються.